# Valérie Trierweiler
Valérie Trierweiler, nascuda Valérie Massonneau (Angers, 16 de febrer de 1965), és una periodista política francesa. Entre el 2005 i el 2011 presentà programes polítics al canal francès Direct 8.
Entre 2005 i 2014 va ser la parella de François Hollande, president de la República francesa entre 2012 i 2017 i va ser presentada a la premsa francesa com la primera dama de França.

## Biografia
Valérie Massoneau va nàixer a Angers el 1965, cinquena d'una família modesta de sis fills. El seu pare, Jean-Noël Massonneau, minusvàlid des dels dotze anys, quan va perdre una cama després de saltar sobre un artefacte explosiu durant la Segona Guerra Mundial, va morir quan en tenia cinquanta-tres, i, llavors, la seva mare va haver de treballar a la recepció de la pista de gel d'Angers.
La futura periodista estudià primer a l'Escola Paul Valéry; després, al Col·legi Jean Lurçat i al Liceu Joachim-du-Bellay, d'Angers, i obtingué el batxillerat de lletres el 1983. Prosseguí els estudis a la Universitat de París 1 Panthéon-Sorbonne, on va cursar Història i després Ciències Polítiques, que acabà amb un DESS de ciències polítiques.